# شهرستان مورگان (جورجیا)
شهرستان مورگان، جورجیا (به انگلیسی: Morgan County, Georgia) یک سکونتگاه مسکونی در ایالات متحده آمریکا است که در جورجیا واقع شده‌است.